# SuperDraft de la MLS 2002
El SuperDraft de 2002 fue el 3° evento de este tipo para la Major League Soccer, se llevó a cabo el 10 de febrero en Lake Buena Vista, Florida consto de seis rondas para un total de 72 jugadores seleccionados.
Un mes antes, la MLS había contraído dos clubes: Tampa Bay Mutiny y Miami Fusion.

## Primera Ronda
|  | Miembro de Proyecto-40 |

| N.º | Jugador         | Equipo de la MLS                                                                   | Universidad/Proyecto/Club            | Posición       | Imagen |
| --- | --------------- | ---------------------------------------------------------------------------------- | ------------------------------------ | -------------- | ------ |
| 1   | Chris Gbandi    | Dallas Burn (desde Tampa Bay Mutiny)                                               | Universidad de Connecticut           | Defensa        |        |
| 2   | Taylor Twellman | New England Revolution (desde Colorado Rapids vía Tampa Bay Mutiny)                | TSV 1860 Múnich                      | Delantero      |        |
| 3   | Brad Davis      | MetroStars (desde New England Revolution vía Colorado Rapids vía Tampa Bay Mutiny) | Universidad de San Luis              | Centrocampista |        |
| 4   | Justin Mapp     | D.C. United                                                                        | Proyecto-40                          | Centrocampista |        |
| 5   | Kelly Gray      | Chicago Fire (desde Kansas City Wizards)                                           | Universidad de Portland              | Centrocampista |        |
| 6   | Luchi González  | San Jose Earthquakes (desde Dallas Burn)                                           | Universidad Metodista del Sur        | Delantero      |        |
| 7   | Mansor Ndiaye   | MetroStars                                                                         | Universidad de Connecticut           | Centrocampista |        |
| 8   | Kyle Martino    | Columbus Crew                                                                      | Universidad de Virginia              | Centrocampista |        |
| 9   | Carl Bussey     | Dallas Burn (desde Chicago Fire vía San Jose Earthquakes)                          | Universidad Metodista del Sur        | Defensa        |        |
| 10  | Billy Sleet     | Chicago Fire (desde Miami Fusion)                                                  | Universidad de Washington            | Defensa        |        |
| 11  | Daouda Kanté    | D.C. United (desde Los Angeles Galaxy)                                             | Universidad Internacional de Florida | Defensa        |        |
| 12  | Lee Morrison    | Dallas Burn (desde San Jose Earthquakes)                                           | Universidad de Stanford              | Defensa        |        |

## Segunda Ronda
|  | Miembro de Proyecto-40 |

| N.º | Jugador         | Equipo de la MLS                                                                            | Universidad/Proyecto/Club                        | Posición       | Imagen |
| --- | --------------- | ------------------------------------------------------------------------------------------- | ------------------------------------------------ | -------------- | ------ |
| 13  | Hemir Neibles   | Los Angeles Galaxy (desde Tampa Bay Mutiny vía Colorado Rapids)                             | Brookyn Knights                                  | Centrocampista |        |
| 14  | Shalrie Joseph  | New England Revolution (desde Colorado Rapids)                                              | Universidad San Juan                             | Centrocampista |        |
| 15  | Jordan Stone    | Dallas Burn (desde New England Revolution vía Miami Fusion)                                 | Proyecto-40                                      | Centrocampista |        |
| 16  | Danny Jackson   | Colorado Rapids (desde D.C. United vía Tampa Bay Mutiny vía Colorado Rapids vía MetroStars) | Universidad de Carolina del Norte en Chapel Hill | Defensa        |        |
| 17  | Craig Capano    | Chicago Fire (desde Kansas City Wizards vía San Jose Earthquakes)                           | Proyecto-40                                      | Centrocampista |        |
| 18  | Matt Behncle    | Dallas Burn                                                                                 | Universidad de Princeton                         | Defensa        |        |
| 19  | Jeff Stewart    | Colorado Rapids (desde MetroStars)                                                          | Universidad de Santa Clara                       | Defensa        |        |
| 20  | Jeff Mateo      | Columbus Crew                                                                               | Universidad San Juan                             | Centrocampista |        |
| 21  | Ian Fuller      | New England Revolution (desde Chicago Fire)                                                 | Universidad Clemson                              | Delantero      |        |
| 22  | Bryheem Hancock | Los Angeles Galaxy (desde Miami Fusion vía D.C. United)                                     | Universidad de Connecticut                       | Portero        |        |
| 23  | Jon Busch       | Columbus Crew (desde Miami Fusion vía Dallas Burn)                                          | Hershey Wildcats                                 | Portero        |        |
| 24  | Mike McGinty    | D.C. United (desde Los Angeles Galaxy)                                                      | Richmond Kickers                                 | Portero        |        |
| 25  | Gavin Glinton   | Los Angeles Galaxy (desde San Jose Earthquakes)                                             | Universidad de Bradley                           | Delantero      |        |

## Tercera Ronda
|  | Miembro de Proyecto-40 |

| N.º | Jugador          | Equipo de la MLS                                                | Universidad/Proyecto/Club                       | Posición       | Imagen |
| --- | ---------------- | --------------------------------------------------------------- | ----------------------------------------------- | -------------- | ------ |
| 26  | Steve Totten     | Chicago Fire (desde Tampa Bay Mutiny)                           | Universidad de Virginia                         | Centrocampista |        |
| 27  | Alejandro Moreno | Los Angeles Galaxy (desde Tampa Bay Mutiny)                     | Universidad de Carolina del Norte en Greensboro | Delantero      |        |
| 28  | Bryn Ritchie     | Colorado Rapids (desde Tampa Bay Mutiny)                        | Universidad de Washington                       | Defensa        |        |
| 29  | Daniel Álvarez   | Colorado Rapids (desde Colorado Rapids vía MetroStars)          | Universidad Furman                              | Centrocampista |        |
| 30  | Sam Forko        | MetroStars (desde New England Revolution)                       | Universidad de Connecticut                      | Defensa        |        |
| 31  | Mohammed Fahim   | D.C. United                                                     | Universidad Metodista del Sur                   | Delantero      |        |
| 32  | O'neil Peart     | Kansas City Wizards                                             | Long Island Rough Riders                        | Delantero      |        |
| 33  | Cris Roner       | San Jose Earthquakes (desde Dallas Burn)                        | Universidad de California en Berkeley           | Centrocampista |        |
| 34  | Matt Moses       | Colorado Rapids (desde MetroStars)                              | Universidad de Stanford                         | Centrocampista |        |
| 35  | Jonh Barry Nusum | Columbus Crew                                                   | Universidad Furman                              | Delantero      |        |
| 36  | Dipsy Selolwane  | Chicago Fire                                                    | Universidad de San Luis                         | Delantero      |        |
| 37  | Cris Bunt        | Kansas City Wizards (desde Miami Fusion)                        | Universidad Estatal del Suroeste de Misuri      | Defensa        |        |
| 38  | Cory Gibbs       | Los Angeles Galaxy (desde Los Angeles Galaxy vía Columbus Crew) | Universidad Brown                               | Defensa        |        |
| 39  | Kevin Sakuda     | San Jose Earthquakes                                            | Universidad de Duke                             | Defensa        |        |

## Cuarta Ronda
|  | Miembro de Proyecto-40 |

| N.º | Jugador          | Equipo de la MLS                                  | Universidad/Proyecto/Club                        | Posición       | Imagen |
| --- | ---------------- | ------------------------------------------------- | ------------------------------------------------ | -------------- | ------ |
| 40  | Dennis Ludwing   | D.C. United (desde Colorado Rapids)               | Universidad Rutgers                              | Delantero      |        |
| 41  | Derek Potteiger  | New England Revolution                            | Universidad Estatal de Pensilvania               | Centrocampista |        |
| 42  | Bob Brennan      | D.C. United                                       | Universidad Americana                            | Defensa        |        |
| 43  | Dominic DaPra    | Kansas City Wizards                               | Universidad de Wisconsin-Madison                 | Delantero      |        |
| 44  | Adauto Neto      | Dallas Burn (desde Dallas Burn vía Columbus Crew) | Universidad de Mobile                            | Centrocampista |        |
| 45  | Marshall Leonard | New England Revolution (desde Columbus Crew)      | Universidad de Virgina                           | Defensa        |        |
| 46  | Mike Nugent      | Chicago Fire                                      | Universidad de Princeton                         | Delantero      |        |
| 47  | Cris Leitch      | Columbus Crew (desde Miami Fusion)                | Universidad de Carolina del Norte en Chapel Hill | Defensa        |        |
| 48  | Noah Delgado     | Los Angeles Galaxy                                | Universidad Estatal de California, Fresno        | Centrocampista |        |
| 49  | Erik Ozimek      | San Jose Earthquakes                              | Davidson College                                 | Centrocampista |        |

## Quinta Ronda
|  | Miembro de Proyecto-40 |

| N.º | Jugador               | Equipo de la MLS                                                 | Universidad/Proyecto/Club           | Posición       | Imagen |
| --- | --------------------- | ---------------------------------------------------------------- | ----------------------------------- | -------------- | ------ |
| 50  | Davy Arnaud           | Kansas City Wizards (desde Tampa Bay Mutiny)                     | Universidad del Oeste de Texas A&M  | Delantero      |        |
| 51  | Christoff Lindenmayer | Columbus Crew (desde Colorado Rapids vía New England Revolution) | Universidad de Loyola Maryland      | Delantero      |        |
| 52  | Jeremie Piette        | Dallas Burn (desde Kansas City Wizards)                          | Universidad del Oeste de Texas A&M  | Centrocampista |        |
| 53  | Ricardo Villar        | Dallas Burn                                                      | Universidad Estatal de Pensilvania  | Centrocampista |        |
| 54  | Mario Gomez           | Metrostars                                                       | North Jersey Imperials              | Centrocampista |        |
| 55  | Brian Lavin           | Kansas City Wizards (desde Columbus Crew)                        | Universidad Yale                    | Defensa        |        |
| 56  | Lawrence Smalls       | Los Angeles Galaxy                                               | Universidad de California en Irvine | Centrocampista |        |
| 57  | Aaron Biddle          | San Jose Earthquakes                                             | Universidad de Stanford             | Defensa        |        |

## Sexta Ronda
|  | Miembro de Proyecto-40 |

| N.º | Jugador        | Equipo de la MLS                                         | Universidad/Proyecto/Club             | Posición       | Imagen |
| --- | -------------- | -------------------------------------------------------- | ------------------------------------- | -------------- | ------ |
| 58  | Jorge Martínez | Colorado Rapids                                          | Universidad de Denver                 | Delantero      |        |
| 59  | Dane Erickson  | Kansas City Wizards                                      | Davidson College                      | Defensa        |        |
| 60  | Mark Spears    | Kansas City Wizards (desde Dallas Burn vía Chicago Fire) | William Carey College                 | Portero        |        |
| 61  | Jeff Moore     | Metrostars                                               | Richard Stockton College              | Centrocampista |        |
| 62  | Scott Lever    | Columbus Crew                                            | Universidad de Stanford               | Defensa        |        |
| 63  | Leo Krupnik    | MetroStars (desde Chicago Fire vía Dallas Burn)          | Universidad de California en Berkeley | Defensa        |        |
| 64  | Ishmael Mintah | Los Angeles Galaxy                                       | Universidad de Bradley                | Centrocampista |        |
| 65  | Lars Lyssand   | San Jose Earthquakes                                     | Universidad Estatal de San José       | Centrocampista |        |

## Selecciones por Posición
| Ronda   | Portero | Defensa | Mediocampista | Delantero | Total |
| ------- | ------- | ------- | ------------- | --------- | ----- |
| Primera | 0       | 5       | 5             | 2         | 12    |
| Segunda | 3       | 3       | 5             | 2         | 13    |
| Tercera | 0       | 5       | 4             | 5         | 14    |
| Cuarta  | 0       | 3       | 4             | 3         | 10    |
| Quinta  | 0       | 2       | 4             | 2         | 8     |
| Sexta   | 1       | 3       | 3             | 1         | 8     |
| Totales | 4       | 21      | 25            | 15        | 65    |